# Zwitserland op de Olympische Winterspelen 2002
Tijdens de Olympische Winterspelen van 2002, die in Salt Lake City (Verenigde Staten) werden gehouden, nam Zwitserland voor de negentiende keer deel.

## Medailleoverzicht
| Sport          | Olympiër                                                                           | Discipline                     | Medaille |
| -------------- | ---------------------------------------------------------------------------------- | ------------------------------ | -------- |
| Schansspringen | Simon Ammann                                                                       | normale schans individueel (m) | Goud     |
| Schansspringen | Simon Ammann                                                                       | grote schans individueel (m)   | Goud     |
| Snowboarden    | Philipp Schoch                                                                     | parallelreuzenslalom (m)       | Goud     |
| Bobsleeën      | Christian Reich Steve Anderhub                                                     | 2-mansbob (m)                  | Zilver   |
| Curling        | Luzia Ebnöther Mirjam Ott Tanya Frei Laurence Bidaud Nadia Röthlisberger           | vrouwen                        | Zilver   |
| Alpineskiën    | Sonja Nef                                                                          | reuzenslalom (v)               | Brons    |
| Bobsleeën      | Martin Annen Beat Hefti                                                            | 2-mansbob (m)                  | Brons    |
| Curling        | Andreas Schwaller Christof Schwaller Markus Eggler Damian Grichting Marco Ramstein | mannen                         | Brons    |
| Langlaufen     | Andrea Huber Laurence Rochat Brigitte Albrecht-Loretan Natascia Leonardi Cortesi   | 4x5 km estafette (v)           | Brons    |
| Skeleton       | Gregor Stähli                                                                      | mannen                         | Brons    |
| Snowboarden    | Fabienne Reuteler                                                                  | halfpipe (v)                   | Brons    |

## Deelnemers en resultaten
(m) = mannen, (v) = vrouwen 

### Alpineskiën
| Olympiër             | Discipline       | Resultaat | Prestatie                                                       |
| -------------------- | ---------------- | --------- | --------------------------------------------------------------- |
| Paul Accola          | super g (m)      | 10e       | 1.23,33 (+1,75)                                                 |
| Paul Accola          | combinatie (m)   | 6e        | 3.22,26 (+4,70) afdaling: 1.39,62 slalom: 1.42,64 — 48,73+53,91 |
| Franco Cavegn        | afdaling (m)     | 15e       | 1.40,81 (+1,68)                                                 |
| Didier Cuche         | afdaling (m)     | 14e       | 1.40,76 (+1,63)                                                 |
| Didier Cuche         | super g (m)      | dq        | diskwalificatie (1.20,82)                                       |
| Didier Cuche         | reuzenslalom (m) | 10e       | 2.25,00 (+1,72) — 1.13,25+1.11,75                               |
| Didier Défago        | afdaling (m)     | 21e       | 1.41,27 (+2,14)                                                 |
| Didier Défago        | super g (m)      | 6e        | 1.22,27 (+0,69)                                                 |
| Didier Défago        | reuzenslalom (m) | 14e       | 2.25,54 (+2,26) — 1.13,74+1.11,80                               |
| Didier Défago        | combinatie (m)   | dnf-s1    | opgave slalom run 1 afdaling: 1.40,04                           |
| Tobias Grünenfelder  | super g (m)      | 12e       | 1.23,43 (+1,85)                                                 |
| Tobias Grünenfelder  | reuzenslalom (m) | dnf-2     | opgave run 2 — 1.14,15+dnf                                      |
| Michael von Grünigen | reuzenslalom (m) | 11e       | 2.25,07 (+1,79) — 1.13,27+1.11,80                               |
| Michael von Grünigen | slalom (m)       | 14e       | 1.45,35 (+4,29) — 51,38+53,97                                   |
| Ambrosi Hoffmann     | afdaling (m)     | 8e        | 1.40,31 (+1,18)                                                 |
| Urs Imboden          | slalom (m)       | 5e        | 1.42,48 (+1,42) — 49,61+52,87                                   |
| Bruno Kernen         | combinatie (m)   | dnf-s1    | opgave slalom run 1 afdaling: 1.40,07                           |
| Fränzi Aufdenblatten | reuzenslalom (v) | dnf-1     | opgave run 1                                                    |
| Sylviane Berthod     | afdaling (v)     | 7e        | 1.40,67 (+1,11)                                                 |
| Sylviane Berthod     | super g (v)      | dnf       | opgave                                                          |
| Catherine Borghi     | afdaling (v)     | 19e       | 1.41,88 (+2,32)                                                 |
| Catherine Borghi     | super g (v)      | 18e       | 1.15,62 (+2,03)                                                 |
| Catherine Borghi     | combinatie (v)   | 8e        | 2.48,79 (+5,51) slalom: 1.31,91 — 47,39+44,52 afdaling: 1.16,88 |
| Corina Grünenfelder  | slalom (v)       | dnf-2     | opgave run 2 — 54,13+dnf                                        |
| Lilian Kummer        | reuzenslalom (v) | dnf-1     | opgave run 1                                                    |
| Sonja Nef            | reuzenslalom (v) | Brons     | 2.31,67 (+1,66) — 1.16,94+1.14,73                               |
| Sonja Nef            | slalom (v)       | dnf-2     | opgave run 2 — 53,32+dnf                                        |
| Marlies Oester       | slalom (v)       | dnf-2     | opgave run 2 — 53,64+dnf                                        |
| Marlies Oester       | combinatie (v)   | 4e        | 2.46,61 (+3,33) slalom: 1.29,34 — 45,88+43,46 afdaling: 1.17,27 |
| Corinne Rey-Bellet   | afdaling (v)     | 5e        | 1.40,54 (+0,98)                                                 |
| Corinne Rey-Bellet   | super g (v)      | 9e        | 1.14,73 (+1,14)                                                 |
| Corinne Rey-Bellet   | reuzenslalom (v) | 13e       | 2.33,43 (+3,42) — 1.17,92+1.15,51                               |

### Biatlon
| Olympiër                                                                | Discipline                | Resultaat | Prestatie |
| ----------------------------------------------------------------------- | ------------------------- | --------- | --- |
| Jean-Marc Chabloz                                                       | 10 km sprint (m)          | 64e       | 28.08,6 (+3.17,3) pen.: 1 (0 + 1) |
| Jean-Marc Chabloz                                                       | 20 km (m)                 | 61e       | 58.59,4 (+7.56,1) pen.: 3 (1 + 2 + 0 + 0) |
| Matthias Simmen                                                         | 10 km sprint (m)          | 67e       | 28.22,8 (+3.31,5) pen.: 3 (1 + 2) |
| Matthias Simmen                                                         | 20 km (m)                 | 78e       | 1:02.03,0 (+11.59,7) pen.: 6 (2 + 2 + 0 + 2) |
| Roland Zwahlen                                                          | 10 km sprint (m)          | 55e       | 27.43,7 (+2.52,4) pen.: 1 (1 + 0) |
| Roland Zwahlen                                                          | 12,5 km achtervolging (m) | 47e       | +5.06,0 pen.: 3 (0 + 0 + 1 + 2) |
| Roland Zwahlen                                                          | 20 km (m)                 | 58e       | 58.10,6 (+7.07,3) pen.: 4 (2 + 1 + 0 + 1) |
| Team Roland Zwahlen Matthias Simmen Jean-Marc Chabloz Dani Niederberger | 4x7,5 km estafette (m)    | 18e       | 1:32.50,5 (+9.08,2) pen.: 5-16 23.30,9 pen.: 1-5 (1-3 + 0-2) 24.13,1 pen.: 4-6 (1-3 + 3-3) 21.32,4 pen.: 0-2 (0-0 + 0-2) 23.34,1 pen.: 0-3 (0-0 + 0-3) |

### Bobsleeën
| Olympiër                                                   | Discipline                   | Resultaat | Prestatie                                       |
| ---------------------------------------------------------- | ---------------------------- | --------- | ----------------------------------------------- |
| Christian Reich Steve Anderhub                             | 2-mansbob (m) Zwitserland I  | Zilver    | 3.10,20 (+0,09) (47,52 / 47,53 / 47,45 / 47,70) |
| Martin Annen Beat Hefti                                    | 2-mansbob (m) Zwitserland II | Brons     | 3.10,62 (+0,51) (47,56 / 47,64 / 47,73 / 47,69) |
| Martin Annen Silvio Schäufelberger Beat Hefti Cédric Grand | 4-mansbob (m) Zwitserland I  | 4e        | 3.07,95 (+0,44) (46,72 / 46,63 / 47,11 / 47,49) |
| Christian Reich Steve Anderhub Guido Acklin Urs Aeberhard  | 4-mansbob (m) Zwitserland II | 6e        | 3.08,59 (+1,08) (46,71 / 46,93 / 47,33 / 47,62) |
| Françoise Burdet Katharina Sutter                          | 2-mansbob (v) Zwitserland I  | 4e        | 1.38,34 (+0,58) (49,28 / 49,06)                 |

### Curling
| Olympiër                                                                           | Discipline | Resultaat | Prestatie |
| ---------------------------------------------------------------------------------- | ---------- | --------- | --- |
| Andreas Schwaller Christof Schwaller Markus Eggler Damian Grichting Marco Ramstein | mannen     | Brons     | Groepsfase: 5- 4 Zwitserland - Noorwegen 10- 6 Zwitserland - Denemarken 5- 6 Zwitserland - Finland 8- 7 Zwitserland - Zweden 2- 6 Zwitserland - Verenigde Staten 2- 7 Zwitserland - Canada 10- 4 Zwitserland - Groot-Brittannië 7- 3 Zwitserland - Frankrijk 10- 4 Zwitserland - Duitsland Halve finale: 6- 7 Zwitserland - Noorwegen Bronzen finale: 7- 3 Zwitserland - Zweden    |
| Luzia Ebnöther Mirjam Ott Tanya Frei Laurence Bidaud Nadia Röthlisberger           | vrouwen    | Zilver    | Groepsfase: 9- 8 Zwitserland - Denemarken 7- 6 Zwitserland - Rusland 7- 5 Zwitserland - Noorwegen 8- 7 Zwitserland - Japan 7- 6 Zwitserland - Verenigde Staten 4- 7 Zwitserland - Groot-Brittannië 7- 8 Zwitserland - Zweden 7- 6 Zwitserland - Canada 10- 4 Zwitserland - Duitsland Halve finale: 9- 4 Zwitserland - Verenigde Staten Finale: 3- 4 Zwitserland - Groot-Brittannië |

### Freestyleskiën
| Olympiër           | Discipline  | Resultaat | Prestatie                           |
| ------------------ | ----------- | --------- | ----------------------------------- |
| Christian Stohr    | moguls (m)  | 19e       | dnq (kwalificatie: 24,03 p.)        |
| Christian Kaufmann | aerials (m) | 13e       | dnq (kwalificatie: 214,90 p.)       |
| Martin Walti       | aerials (m) | 21e       | dnq (kwalificatie: 160,56 p.)       |
| Corinne Bodmer     | moguls (v)  | 26e       | dnq (kwalificatie: 20,28 p.)        |
| Evelyne Leu        | aerials (v) | 11e       | 147,31 p. (kwalificatie: 203,16 p.) |
| Manuela Müller     | aerials (v) | 20e       | dnq (kwalificatie: 125,47 p.)       |

### Kunstrijden
| Olympiër                              | Discipline | Resultaat | Prestatie                                                 |
| ------------------------------------- | ---------- | --------- | --------------------------------------------------------- |
| Stéphane Lambiel                      | mannen     | 15e       | 24,0 p. (korte kür: 16 - lange kür: 16)                   |
| Sarah Meier                           | vrouwen    | 13e       | 20,5 p. (korte kür: 9 - lange kür: 16)                    |
| Eliane Hugentobler Daniel Hugentobler | ijsdansen  | 14e       | 28,4 p. (verpl.1: 15 - verpl.2: 15 - org.: 14 - vrij: 14) |

### Langlaufen
| Olympiër                                                                              | Discipline                       | Resultaat | Prestatie                                           |
| ------------------------------------------------------------------------------------- | -------------------------------- | --------- | --------------------------------------------------- |
| Wilhelm Aschwanden                                                                    | 30 km vrije stijl massastart (m) | 38e       | 1:16.32,4 (+5.01,4)                                 |
| Wilhelm Aschwanden                                                                    | 50 km klassiek (m)               | 32e       | 2:19.33,9 (+13.13,1)                                |
| Gion-Andrea Bundi                                                                     | 30 km vrije stijl massastart (m) | 34e       | 1:16.19,6 (+4.48,6)                                 |
| Reto Burgermeister                                                                    | 15 km klassiek (m)               | 9e        | 38.49,2 (+1.41,8)                                   |
| Reto Burgermeister                                                                    | 50 km klassiek (m)               | 37e       | 2:20.43,3 (+14.22,5)                                |
| Reto Burgermeister                                                                    | achtervolging 10 km+10 km (m)    | 41e       | +2.29,8 (klassiek:27.51,4 + vrije stijl:24.27,1)    |
| Christoph Eigenmann                                                                   | sprint (m)                       | 18e       | dnq, kwal.:2.54,76 (+4,69)                          |
| Patrick Mächler                                                                       | 30 km vrije stijl massastart (m) | 28e       | 1:15.03,4 (+3.32,4)                                 |
| Patrick Mächler                                                                       | achtervolging 10 km+10 km (m)    | 40e       | +2.20,2 (klassiek:28.12,7 + vrije stijl:23.57,1)    |
| Patrick Rölli                                                                         | 30 km vrije stijl massastart (m) | 39e       | 1:16.36,5 (+5.05,5)                                 |
| Patrick Rölli                                                                         | 50 km klassiek (m)               | 45e       | 2:24.34,4 (+18.13,6)                                |
| Team Wilhelm Aschwanden Reto Burgermeister Patrick Mächler Gion-Andrea Bundi          | 4x10 km estafette (m)            | 10e       | 1:37.26,4 (+4.40,9) 25.54,9 25.09,4 23.05,5 23.16,6 |
| Brigitte Albrecht-Loretan                                                             | 15 km vrije stijl massastart (v) | 31e       | 42.54,4 (+3.00,0)                                   |
| Brigitte Albrecht-Loretan                                                             | achtervolging 5 km+5 km (v)      | 29e       | +1.17,4 (klassiek:14.30,0 + vrije stijl:11.57,3)    |
| Andrea Huber                                                                          | sprint (v)                       | 27e       | dnq, kwal.:3.22,18 (+9,42)                          |
| Natascia Leonardi Cortesi                                                             | 10 km klassiek (v)               | 15e       | 29.57,5 (+1.51,9)                                   |
| Natascia Leonardi Cortesi                                                             | 15 km vrije stijl massastart (v) | 15e       | 41.56,3 (+2.01,9)                                   |
| Natascia Leonardi Cortesi                                                             | 30 km klassiek (v)               | 10e       | 1:35.46,8 (+4.49,7)                                 |
| Laurence Rochat                                                                       | 10 km klassiek (v)               | dnf       | opgave                                              |
| Laurence Rochat                                                                       | 30 km klassiek (v)               | 21e       | 1:38.24,2 (+7.27,1)                                 |
| Laurence Rochat                                                                       | achtervolging 5 km+5 km (v)      | 22e       | +1.01,9 (klassiek:13.57,1 + vrije stijl:12.14,8)    |
| Team Andrea Huber Laurence Rochat Brigitte Albrecht-Loretan Natascia Leonardi Cortesi | 4x5 km estafette (v)             | Brons     | 50.03,6 (+33,0) 13.08,2 13.02,7 11.43,3 12.09,4     |

### Noordse combinatie
| Olympiër                                                 | Discipline      | Resultaat | Prestatie |
| -------------------------------------------------------- | --------------- | --------- | --- |
| Andy Hartmann                                            | individueel (m) | 9e        | +2.30,6 — schans: 236,5 p — 15 km: 39.07,3 |
| Andy Hartmann                                            | sprint (m)      | 8e        | +1.04,6 — schans: 104,2 p — 7,5 km: 16.30,7 |
| Ronny Heer                                               | individueel (m) | 29e       | +5.28,3 — schans: 222,0 p — 15 km: 40.52,0 |
| Ronny Heer                                               | sprint (m)      | 29e       | +1.53,9 — schans: 103,9 p — 7,5 km: 17.19,0 |
| Andreas Hurschler                                        | individueel (m) | 25e       | +5.07,7 — schans: 198,0 p — 15 km: 38.31,4 |
| Andreas Hurschler                                        | sprint (m)      | 21e       | +1.41,8 — schans: 91,2 p — 7,5 km: 16.19,9 |
| Seppi Hurschler                                          | sprint (m)      | 31e       | +1.55,9 — schans: 105,8 p — 7,5 km: 17.28,0 |
| Ivan Rieder                                              | individueel (m) | 42e       | +10.00,3 — schans: 186,5 p — 15 km: 42.27,0 |
| Team Andreas Hurschler Jan Schmid Ivan Rieder Ronny Heer | team (m)        | 7e        | +3.43,7 — schans: 863,0 p — 20 km: 49.30,9 schans: 205,0 p — 5 km: 11.54,2 schans: 213,0 p — 5 km: 12.44,7 schans: 213,0 p — 5 km: 12.44,5 schans: 232,0 p — 5 km: 12.07,5 |

### Rodelen
| Olympiër       | Discipline | Resultaat | Prestatie                                             |
| -------------- | ---------- | --------- | ----------------------------------------------------- |
| Stefan Höhener | mannen     | 13e       | 2.59,800 (+1,859) (45,101 / 45,254 / 44,534 / 44,911) |
| Reto Gilly     | mannen     | 24e       | 3.01,311 (+3,370) (46,220 / 45,053 / 45,079 / 44,959) |

### Schansspringen
| Olympiër                                                          | Discipline              | Resultaat | Prestatie |
| ----------------------------------------------------------------- | ----------------------- | --------- | --- |
| Simon Ammann                                                      | normale schans ind. (m) | Goud      | 269,0 p. — 133,5 p. (98,0 m) + 135,5 p. (98,5 m) kwalificatie volgens wereldbekerranglijst: 97,5 p. (132,0 m)                                                          |
| Simon Ammann                                                      | grote schans ind. (m)   | Goud      | 281,4 p. — 140,5 p. (132,5 m) + 140,9 p. (133,0 m) kwalificatie volgens wereldbekerranglijst: 119,5 p. (110,6 m)                                                       |
| Sylvain Freiholz                                                  | normale schans ind. (m) | 25e       | 228,0 p. — 113,0 p. (89,0 m) + 115,0 p. (91,0 m) kwalificatie 15e — 89,0 p. (112,0 m)                                                                                  |
| Sylvain Freiholz                                                  | grote schans ind. (m)   | 27e       | 205,8 p. — 110,4 p. (118,0 m) + 95,4 p. (110,5 m) kwalificatie 27e — 109,5 p. (93,6 m)                                                                                 |
| Andreas Küttel                                                    | normale schans ind. (m) | 22e       | 231,5 p. — 114,0 p. (90,0 m) + 117,5 p. (91,0 m) kwalificatie 13e — 90,5 p. (114,0 m)                                                                                  |
| Andreas Küttel                                                    | grote schans ind. (m)   | 6e        | 245,6 p. — 125,0 p. (125,0 m) + 120,6 p. (122,0 m) kwalificatie 8e — 117,0 p. (109,6 m)                                                                                |
| Marco Steinauer                                                   | grote schans ind. (m)   | 45e       | 87,2 p. — 87,2 p. (106,5 m) + dnq kwalificatie 35e — 104,5 p. (82,1 m)                                                                                                 |
| Team Marco Steinauer Sylvain Freiholz Andreas Küttel Simon Ammann | grote schans team (m)   | 7e        | 818,3 punten 74,1 p. (99,5 m) + 66,3 p. (96,0 m) 92,2 p. (109,0 m) + 79,5 p. (102,5 m) 118,2 p. (121,5 m) + 118,2 p. (121,5 m) 133,3 p. (128,5 m) + 136,5 p. (130,0 m) |

### Skeleton
| Olympiër      | Discipline | Resultaat | Prestatie                     |
| ------------- | ---------- | --------- | ----------------------------- |
| Gregor Stähli | mannen     | Brons     | 1.42,15 (+0,19) — 51,16+50,99 |
| Felix Poletti | mannen     | 16e       | 1.43,87 (+1,91) — 51,76+52,11 |
| Maya Pedersen | vrouwen    | 5e        | 1.45,55 (+0,44) — 52,92+52,63 |

### Snowboarden
| Olympiër              | Discipline                   | Resultaat | Prestatie |
| --------------------- | ---------------------------- | --------- | --- |
| Therry Brunner        | halfpipe (m)                 | 13e       | dnq kwal. 1: 36,0 kwal. 2:37,7 |
| Marcel Hitz           | halfpipe (m)                 | 15e       | dnq kwal. 1: 23,8 kwal. 2:35,9 |
| Gian Simmen           | halfpipe (m)                 | 18e       | dnq kwal. 1: 34,8 kwal. 2:33,5 |
| Philipp Schoch        | parallel- reuzen- slalom (m) | Goud      | kwalificatie: 37,34 (15e) ronde 1: wint van Alexander Maier, AUT (-1.78)(-dq) kwartfinale: wint van Mathieu Bozzetto, FRA (-1.78)(-dq) halve finale: wint van Chris Klug, USA (-1.49)(-dq) finale: wint van Richard Richardsson, SWE (-0.24)(-dq) |
| Gilles Jaquet         | parallel- reuzen- slalom (m) | 9e        | kwalificatie: 35,69 (1e) ronde 1: verliest van Nicolas Huet, FRA (+1.78)(dq) |
| Simon Schoch          | parallel- reuzen- slalom (m) | 25e       | dnq kwalificatie: 38,63 |
| Ueli Kestenholz       | parallel- reuzen- slalom (m) | dnf       | dnq kwalificatie: opgave |
| Fabienne Reuteler     | halfpipe (v)                 | Brons     | 39,7 p. kwal. 1: 32,0 kwal. 2:40,4 q |
| Steffi von Siebenthal | parallel- reuzen- slalom (v) | 13e       | kwalificatie: 42,68 (13e) ronde 1: verliest van Isabelle Blanc, FRA (-0.13)(+2.07) +1.94 |
| Nadia Livers          | parallel- reuzen- slalom (v) | 19e       | dnq kwalificatie: 43,27 |
| Daniela Meuli         | parallel- reuzen- slalom (v) | 20e       | dnq kwalificatie: 43,46 |
| Milena Meisser        | parallel- reuzen- slalom (v) | dnf       | dnq kwalificatie: opgave |

### IJshockey
| Olympiër | Discipline | Resultaat | Prestatie |
| --- | ---------- | --------- | --- |
| David Aebischer Jean-Jacques Aeschlimann Björn Christen Flavien Conne Gian-Marco Crameri Patric Della Rossa Patrick Fischer Martin Gerber Martin Höhener Sandy Jeannin Marcel Jenni Olivier Keller Martin Plüss André Rötheli Ivo Rüthemann Edgar Salis Mathias Seger Martin Steinegger Mark Streit Patrick Sutter Julien Vauclair Reto von Arx | mannen     | 11e       | Voorronde groep B: 3- 3 Zwitserland - Frankrijk 2- 5 Zwitserland - Oekraïne 2- 1 Zwitserland - Wit-Rusland Wedstrijd om de 13e plaats: 4- 1 Zwitserland - Oostenrijk |

Amerikaanse Maagdeneilanden · Andorra · Argentinië · Armenië · Australië · Azerbeidzjan · België · Bermuda · Bosnië en Herzegovina · Brazilië · Bulgarije · Canada · Chili · China · Chinees Taipei · Costa Rica · Cyprus · Denemarken · Duitsland · Estland · Fiji · Finland · Frankrijk · Georgië · Griekenland · Groot-Brittannië · Hongarije · Hongkong · Ierland · IJsland · India · Iran · Israël · Italië · Jamaica · Japan · Joegoslavië · Kameroen · Kazachstan · Kenia · Kirgizië · Kroatië · Letland · Libanon · Liechtenstein · Litouwen · Macedonië · Mexico · Moldavië · Monaco · Mongolië · Nederland · Nepal · Nieuw-Zeeland · Noorwegen · Oekraïne · Oezbekistan · Oostenrijk · Polen · Roemenië · Rusland · San Marino · Slovenië · Slowakije · Spanje · Tadzjikistan · Thailand · Trinidad en Tobago · Tsjechië · Turkije · Venezuela · Verenigde Staten · Wit-Rusland · Zuid-Afrika · Zuid-Korea · Zweden · Zwitserland

Uitgesloten van deelname: Puerto Rico